# Huszti-kapu
Huszti-kapunak a Tisza folyó Huszt melletti kiérkezését nevezzük a Kárpátok bércei közül a magyar Alföldre.

## Leírása
A Tisza két forrásból ered az Északkeleti-Kárpátok (Csornahora-hegység) vonulatai között, majd a hegyek között kacskaringózó, két sebes sodrású, patak méretű ág a Fekete- és Fehér-Tisza Rahó városa mellett fonódik egymásba.
A két ág egyesülése után a folyó délies irányban folyik tovább és a román határhoz érve élesen nyugat felé fordul.
A folyó a Kárpátokat Huszt térségében hagyja el (Huszti-kapu), majd innen indul a magyar Alföld irányába, Tiszaújlaknál érve el a magyar határt.